# 카넴주

카넴주

카넴주(프랑스어: Région du Kanem, 아랍어: منطقة كانم)는 차드 서부에 위치한 주로, 주도는 마오이며 3개 현(카넴현, 노르카넴현, 와디비삼현)을 관할한다. 2008년 바르엘가젤주가 카넴주에서 분리되어 신설되었다.

## 같이 보기
- 카넴-보르누 제국